# Martin Benrath
Martin Benrath (9. listopadu 1926, Lankwitz – 31. ledna 2000, Bavorsko) byl německý filmový herec. Mezi lety 1954-2000 se objevil v 65 filmech.

## Filmografie (výběr)
- Ze života loutek
- Stalingrad (film, 1993)